# Nights Like These
Nights Like These is een metalcoreband uit Memphis. De band bestaat uit Billy Bottom (zang), Matt Qualls (elektrische gitaar), Derren Saucier (elektrische gitaar), Sebastian Rios (basgitaar), en Patrick Leatherwood (drums).

## Invloeden
- Converge
- Black Sabbath
- Mastodon
- His Hero Is Gone
- Torche
- Deftones
- Cult of luna

## Albums
- Nights Like These
- Memories Take A Lifetime To Forget
- The Only Clown I'm Down With Is Gacy.
- The Faithless, (2006) Victory Records